# Heather Anderson
Heather Anderson (ur. 31 stycznia 1959 w Dundee) – brytyjska i szkocka polityk, rolniczka i działaczka samorządowa, w styczniu 2020 posłanka do Parlamentu Europejskiego IX kadencji.

## Życiorys
Zawodowo związana z rolnictwem ekologicznym, zajęła się prowadzeniem sklepu z żywnością organiczną oraz rzeźni. Dołączyła do Szkockiej Partii Narodowej, została radną jednostki administracyjnej Scottish Borders. W wyborach w 2019 kandydowała z listy SNP do Parlamentu Europejskiego. Europosłanką IX kadencji została 27 stycznia 2020, zastępując w PE Alyna Smitha. Jej mandat wygasł jednak już 31 stycznia tego samego roku w związku z opuszczeniem UE przez Wielką Brytanię.